# Endika Bordas
Endika Bordas Losada (Bermeo, 8 marzo 1982) è un ex calciatore spagnolo, di ruolo centrocampista.

## Carriera
Cresciuto nella cantera dell'Athletic Bilbao, debutta con il Baskonia nella stagione 2000-2001, per passare al Bilbao Athletic nel corso della stessa. Dopo la trafila nelle suddette squadre satelliti dell'Athletic, arriva a debuttare con la prima squadra il 3 settembre 2003 durante Deportivo La Coruna-Athletic Club (1-0).
L'anno successivo va in prestito al Terrassa, per ritornare con i Rojiblancos nella stagione 2005-2006. Riuscirà a scendere in campo solo 2 volte.
Passa quindi a L'Hospitalet ed in seguito al Córdoba, al Salamanca, in cui milita per tre stagioni, al Bermeo ed all'Amorebieta.